# بخش مرکزی شهرستان سلطانیه
بخش مرکزی شهرستان سلطانیه یکی از بخش‌های شهرستان سلطانیه در استان زنجان ایران است.

## تقسیمات کشوری
- بخش سلطانیه
  - دهستان سلطانیه
  - دهستان سنبل آباد

شهر: سلطانیه

## جمعیت
بنابر سرشماری مرکز آمار ایران، جمعیت بخش سلطانیه شهرستان سلطانیه در سال ۱۳۸۵ برابر با ۱۸۸۶۷ نفر بوده است.